# Cúmulo abierto M37

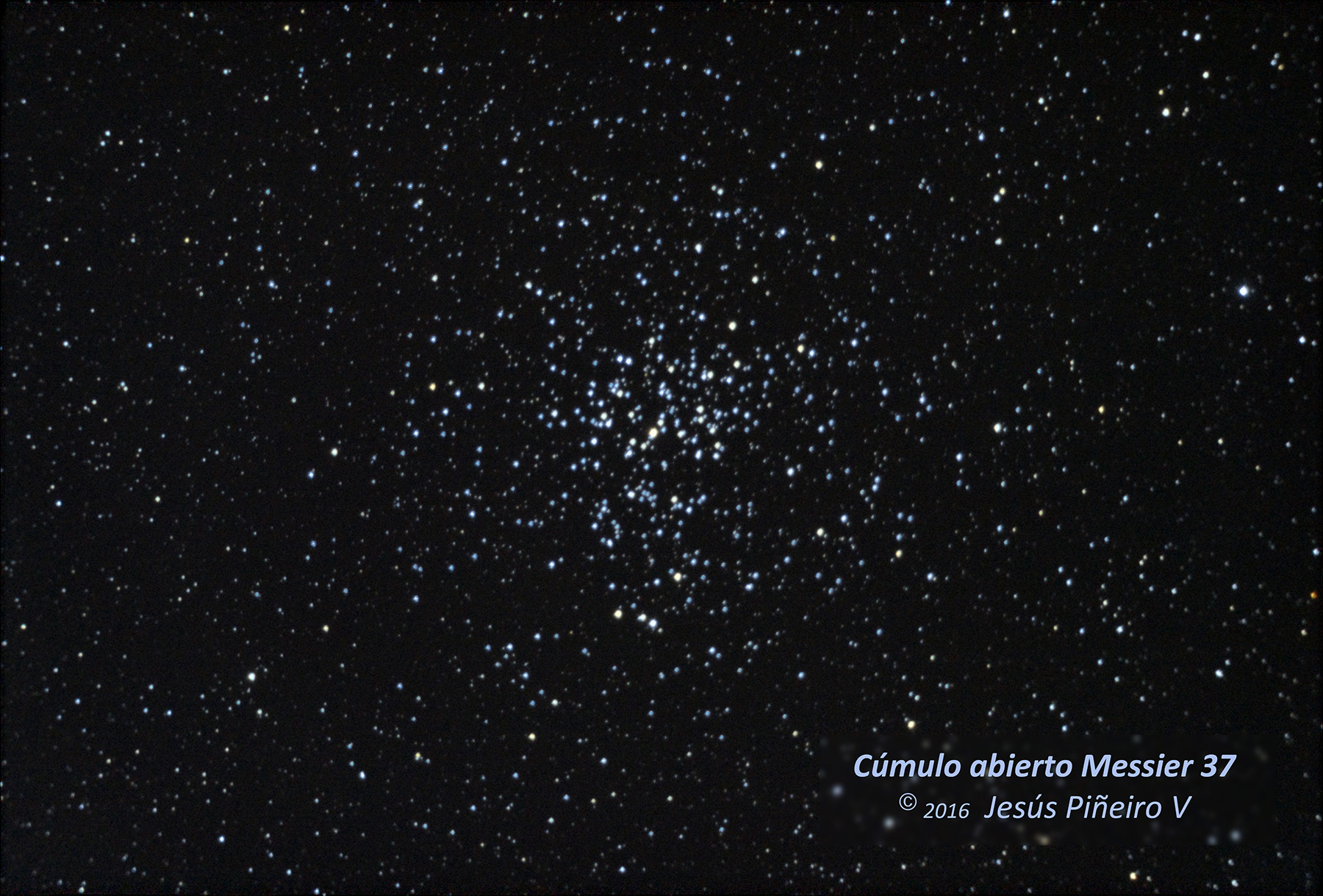
Messier 37

Messier 37 (también conocido como M37 o NGC 2099) es el cúmulo abierto más rico en la constelación Auriga. Fue descubierto por Giovanni Batista Hodierna antes de 1654.
Con un telescopio de aficionado se pueden identificar unas 150 estrellas en su seno las cuales tienen una edad en torno a los 300 millones de años (550 según los trabajos más recientes publicados en 2010).
Su distancia se estima oscila entre los 3600 y 4700 años luz, con un diámetro real de entre 20 y 25 años luz.
Contiene varias estrellas variables de tipo Delta Scuti (como V6, V8 o V11), dos binarias eclipsantes Algólidas de tipo EA (V1 y V2, de períodos no determinados hasta la fecha [2017]), tres binarias eclipsantes de tipo EW (V3, V4 y V7) y varias gigantes rojas binarias espectroscópicas. Hasta el momento (2017) no se han descubierto planetas extrasolares en el cúmulo.

## Apariencia Visual
Messier 37 es un cúmulo abierto que se muestra como una rica nube centelleante en un instrumento de 6 cm de diámetro, que puede resolver unas 30 estrellas. Tiene una brillante estrella roja (magnitud en banda V = 9.19) en su centro, en realidad una brillante Gigante Roja llamada Van Zeipel 9, de tipo espectral K. Con un equipo de diámetro 25 cm se observa brillante y bien resuelto a cualquier aumento. La condensación central es más llamativa a bajos aumentos. Se extiende aproximadamente hasta unos 50' de diámetro con un total de 200 estrellas visibles. Con diámetros de 30 cm pueden encontrarse muchas más estrellas, algunas de las cuales tienen brillo similar.

## Localización
|              |
| Mapa general |

|                |
| Mapa detallado |

## Índice de localización en Atlas Astronómicos
- URANOMETRIA 2000.0 - Volume I.  página 98[2]
- THE DEEP SKY FIELD GUIDE to URANOMETRIA 2000.0.  página 98[3]
- MILLENIUM STAR ATLAS  - Volume I.  páginas 112, 134[4]